# Association allemande des sports aériens

Fanion de l'Association allemande des sports aériens.

L'Association allemande des sports aériens, en allemand : « Deutscher Luftsportverband » (DLV e. V.), était une organisation mise en place par le Parti nazi, en mars 1933, pour établir une base uniforme de pilotes militaires. Son président était Hermann Göring et son vice-président Ernst Röhm.

## Histoire
Comme le Traité de Versailles interdisait officiellement à l'Allemagne de construite des avions militaires, quels qu'ils soient, l'Association allemande des sports aériens utilisa des planeurs pour entraîner des hommes — toujours officiellement « civils » — pour la future Luftwaffe.
Les premiers pas vers la création de la future composante aérienne de la Wehrmacht furent réalisés seulement quelques mois après l'accession au pouvoir d'Adolph Hitler. Hermann Göring, un as de la Première Guerre mondiale avec à son crédit 22 victoires et une croix « Pour le Mérite », devint commissaire national pour l'aviation, avec l'ancien directeur de la Deutsche Luft Hansa (en) Erhard Milch comme adjoint. Le 25 mars 1933, l'Association allemande des sports aériens absorba toutes les organisations nationales et privées, en conservant toutefois le mot « sports » dans sa dénomination. En avril 1933, le Ministère de l'Aviation du Reich (en allemand : Reichsluftfahrtministerium, ou RLM) fut établi.
Le RLM était chargé du développement et de la production d'avions puis, peu après, le site de tests (en allemand : Erprobungsstelle) à Rechlin (en) devint son terrain d'essais, un aérodrome militaire qui avait été établi une première fois en 1918. Le contrôle de Göring sur tous les aspects de l'Aviation allemande devint absolu. L'Association était étroitement liée à la Reichswehr et à la Police, ainsi qu'aux Sturmabteilung (Sections d'assaut - SA), aux Schutzstaffel (SS), l'association paramilitaire Stahlhelm et les Jeunesses hitlériennes (HJ).
L'Association fut dissoute en 1937 et remplacée par le Nationalsozialistisches Fliegerkorps, une organisation régie par la loi publique et subordonnée au Reichsluftfahrtminister Göring.

## Uniforme

### Tenues

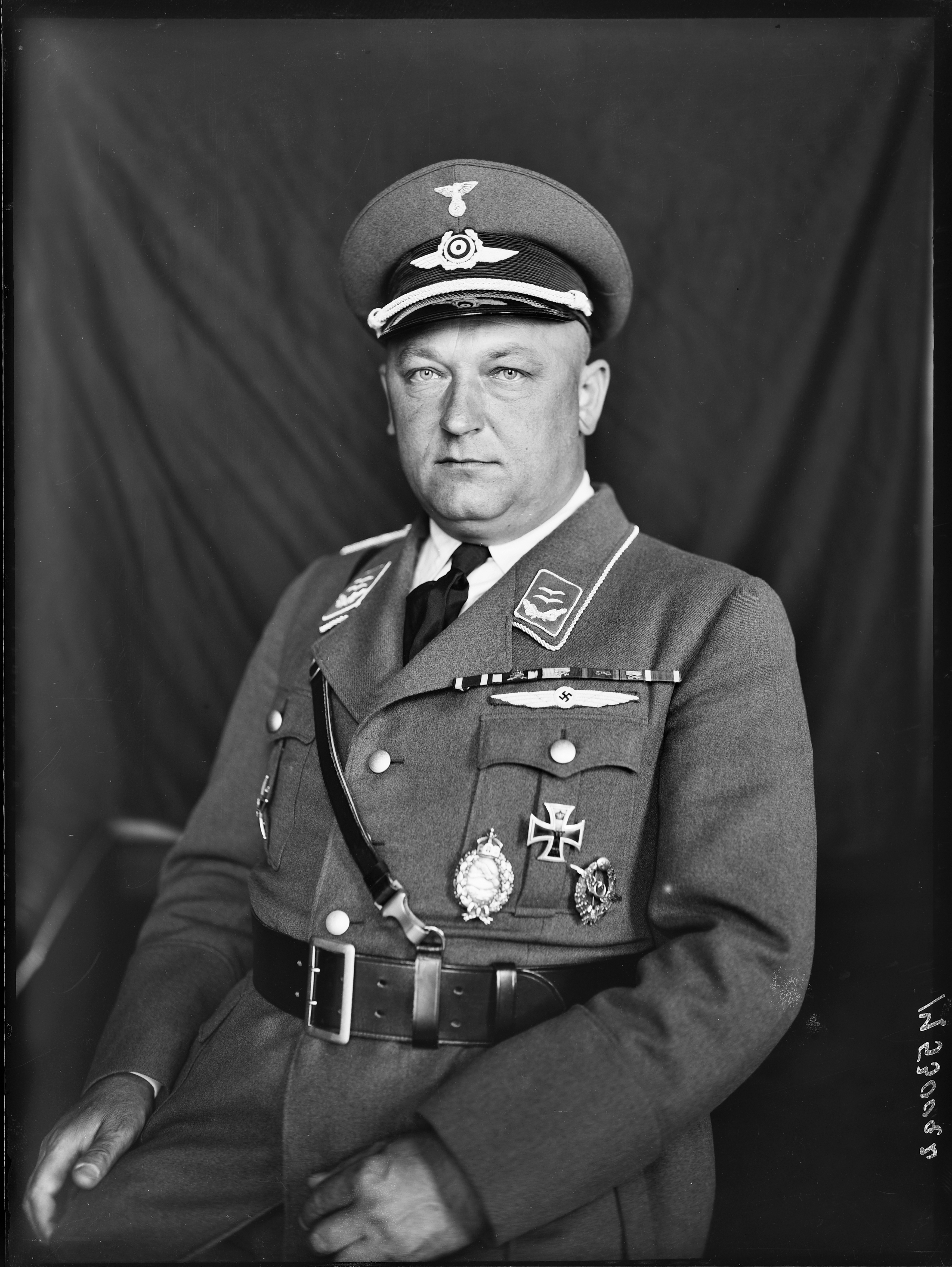
Theodor Croneiß en petite tenue de soirée de la DLV. À noter les ailes de pilote de la DLV au-dessus de la poche gauche et le port de l’épaulette sur la seule épaule droite

L’uniforme de la DLV est institué le 4 novembre 1933. À l’origine il ne comporte qu’une tenue de sortie (Strassenanzug), mais s’y ajoutent rapidement une tenue de service (Dienstanzug) et une tenue de soirée déclinée en deux variantes, le petite (kleiner Gesellschaftsanzug) et la grande (großer Gesellschaftsanzug). La tenue de sortie est composée d’une tunique droite bleu-gris à quatre poches et col ouvert (Waffenrock). Celui-ci est bordé d’un passepoil doré pour les grades de Reichsminister der Luftfahrt et de Staatssekretär, argenté pour les officiers et coloré en fonction de leur branche pour les soldats du rang : noir pour le personnel du Reichsluftfahrtministerium, jaune pour celui de la Deutsche Verkehrsfliegerschule et bleu pour les autres. La même distinction se retrouve sur les boutons de la tunique, dorés pour les deux grades supérieurs, argentés pour les officiers et en simple métal pour les autres. La tunique est portée par-dessus une chemise bleu clair avec une cravate noire et complétée par un ceinturon en cuir à bandoulière. Celui-ci est noir avec une boucle en aluminium portant l’aigle du NSDAP pour les soldats et sous-officiers, tandis qu’il est marron avec une simple boucle rectangulaire pour les officiers. Le pantalon est de même couleur que la tunique et portée avec des chaussures en cuir noir.
La tenue de service est similaire à celle de sortie, avec un pantalon plus ajusté et des bottes à la place des chaussures. Un couteau (Fliegermesser) ou une dague (Fliegerdolch) d’aviateur est accrochée au ceinturon. Celle-ci se retrouve sur les tenues de soirée, qui sont sinon identiques à la tenue de sortie à l’exception de la couleur de la chemise et des gants, qui sont blancs. La petite et la grande tenue de soirée se distinguent notamment par la manière de porter les médailles : seuls les rubans sont portés sur la petite tenue, tandis que les médailles complètes sont arborées sur la grande. En outre, les officiers portent des aiguillettes, dorée pour les généraux et argentées pour les autres, et un ceinturon en brocart avec une boucle frappée de l’aigle du NSDAP, tandis que les soldats et sous-officiers portent le ceinturon seul, sans bandoulière.
Le couvre-chef principal est une casquette (Schirmmütze), dont la couronne est de la couleur de l’uniforme, mais le bandeau est couvert de mohair gris foncé. Des passepoils, dont la coloration suit les mêmes règles que ceux du col de la tunique, se trouvent sur le pourtour de la couronne et le long des bordures du bandeau.

### Insignes

#### Grades
Le grade est indiqué sur l’uniforme par une paire d’insignes de col identiques à droite et à gauche. Ceux-ci sont brodés d’ailes, de bordures et de feuilles de chêne, dont les différentes combinaisons composent le grade. Le fond est coloré en fonction de l’organisation d’appartenance du porteur : noir pour le personnel du Reichsluftfahrtministerium, jaune pour celui de la Deutsche Verkehrsfliegerschule et bleu pour les autres ; les grades de Reichsminister der Luftfahrt et de Staatssekretär constituent une exception en ayant un fond blanc. De même, ces derniers ont des broderies et des passepoils dorés, tandis qu’ils sont en fil d’aluminium pour les rangs inférieurs. Par ailleurs, pour les grades d’Oberflugmeister et inférieurs, les ailes, qui sont plus grandes, ne sont pas des broderies, mais des ornements métalliques.
Les grades sont également indiqués par des épaulettes, avec la particularité que l’uniforme n’en arbore qu’une seule sur l’épaule droite, tandis que la gauche reste nue, sauf pour le personnel de la Deutsche Verkehrsfliegerschule, qui en porte une paire. Comme pour les insignes de col, les grades de Reichsminister der Luftfahrt et de Staatssekretär se distinguent par un entrelacs de cordes dorées sur fond blanc, tandis que les rangs inférieurs ont différents types de cordes argentées. Les grades d’Oberflugmeisteret inférieurs ont une épaulette composée d’une simple bande de tissu bleu-gris avec un passepoil de la couleur du fond de l’insigne de col.